# Генрих I де Шатильон
Генрих (Анри) I де Шатильон (фр. Henri Ier de Châtillon) (ок. 1080—1130) — сеньор Шатильона с 1101 и Монже с 1122.

## Биография
Сын Гоше I де Шатильона и его не известной по имени жены (согласно генеалогическим сайтам — Маго де Лувен). Наследовал отцу в 1101 году.
Был женат на Эрменгарде де Монже (Ermengarde de Montjay), даты жизни согласно генеалогическим сайтам 1090—1139, дочери Альберика (Обри) де Монже по прозвищу Пайен («Язычник»). В 1122 году получил от тестя его сеньорию.
В документе 1127 года назвал себя Генрихом де Монже (фр. Henrici de Monte-gaii).
Дети:
- Гоше II (погиб в январе 1148), сеньор Шатильона и Монже
- Жерве (ум. не ранее 1159).